# August Zacharias Collin
August Zacharias Collin, född 23 augusti 1833 i Glimåkra socken, död 23 juni 1886 i Göteborg, var en svensk översättare. Han var brorson till Hans Samuel Collin samt son till kyrkoherden i Glimåkra Martin Elmgren Collin och hans hustru Charlotta Sofia Olin.
Collin blev student vid Lunds universitet 1852, filosofie kandidat 1856, docent i kemi 1858 samt filosofie magister 1859. År 1864 blev han lektor i främmande språk i Helsingborg. Collin är mest känd för sina ordboksarbeten. Han utarbetade en tredjedel av Engelsk-Svensk Ordbok, med Walkers uttalsbeteckning (1875). Dessutom utgav han en skolupplaga av Walter Scotts Lady of the lake med inledning, noter och ordbok (1876).

## Skrifter (urval)
- Recherches sur les diphtohongues de la langue française (Lund, 1863) [Akademisk avhandling]
- Engelska läsestycken för elementar-läroverksens öfversta klasser (1872)
- Sonetter och trioletter. Helsingborg. 1881. Libris 19916625. http://hdl.handle.net/2077/49923
- Bålet vid vägen: en sägen från snapphanetiden i sju sånger (1928-1933)

## Översättningar
- Kālidāsa: Molnbudet (Meghadūtam) (Torell, 1866)
- Daṇḍin: Apahâravarmans äfventyr (Daśakumāracaritam) (1867-1868)
- Numa Denis Fustel de Coulanges: Staten i forntiden: studier i Greklands och Roms kult, rätt och institutioner (La cite antique - etude sur le culte, le droit, les institutions de la Grèce et de Rome) (Beijer, 1872)
- Om och ur Rig-veda: bilder ur de indiska ariernas äldsta kulturlif (1877-1878)